# Bazilika svatého Tomáše (Čennaí)
Bazilika svatého Tomáše je katedrální a poutní bazilika, zasvěcená apoštolu svatému Tomášovi v místní části Mylapore, čtvrti nazvané podle kostela Santhome, ve městě Čennaí, státu Tamil Nadu v Indii. Bazilika má statut národní svatyně Indie a patří pod římskokatolickou arcidiecézi Madrás-Mylapore.

## Dějiny

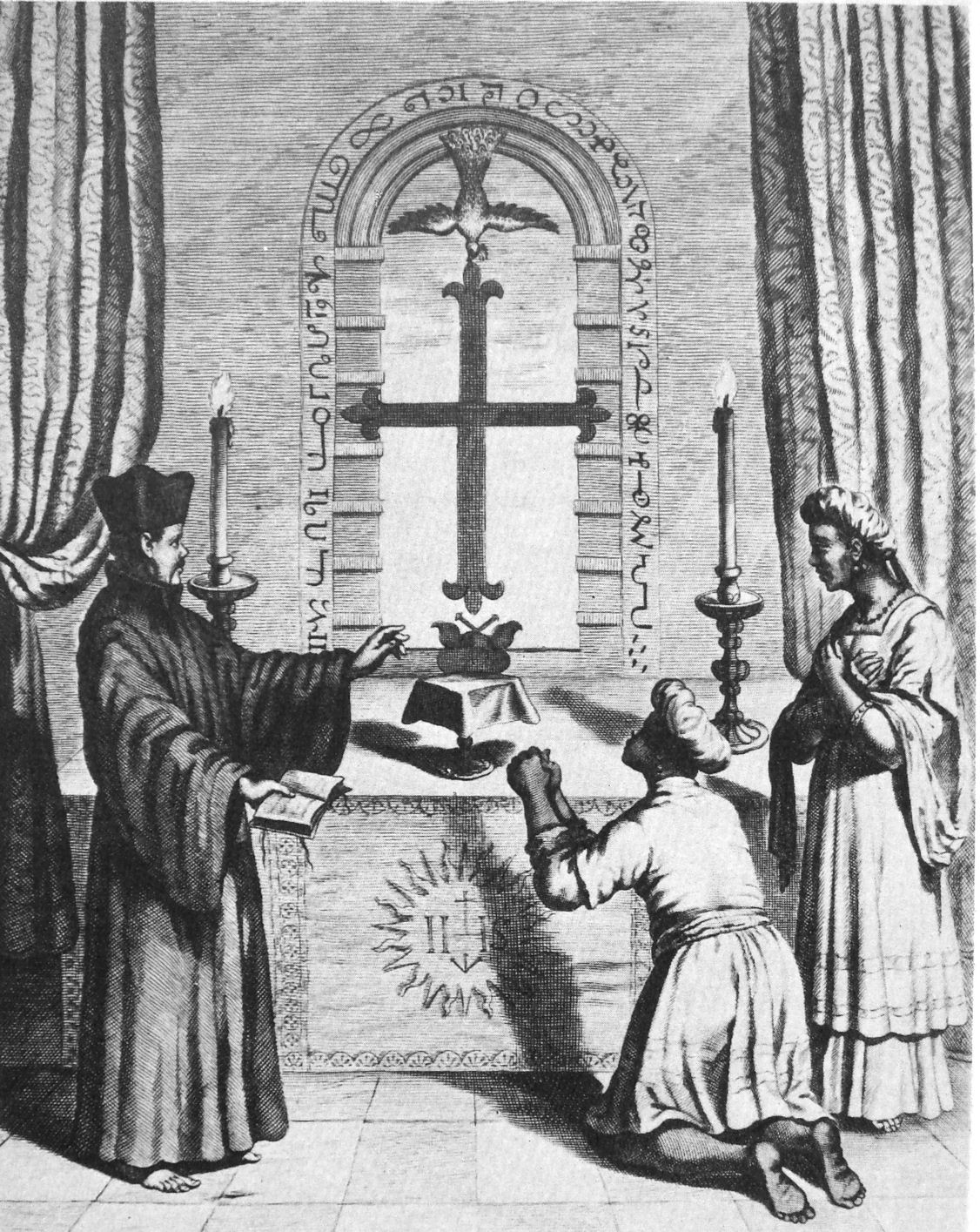
Tomášův hrob na rytině z 18. století

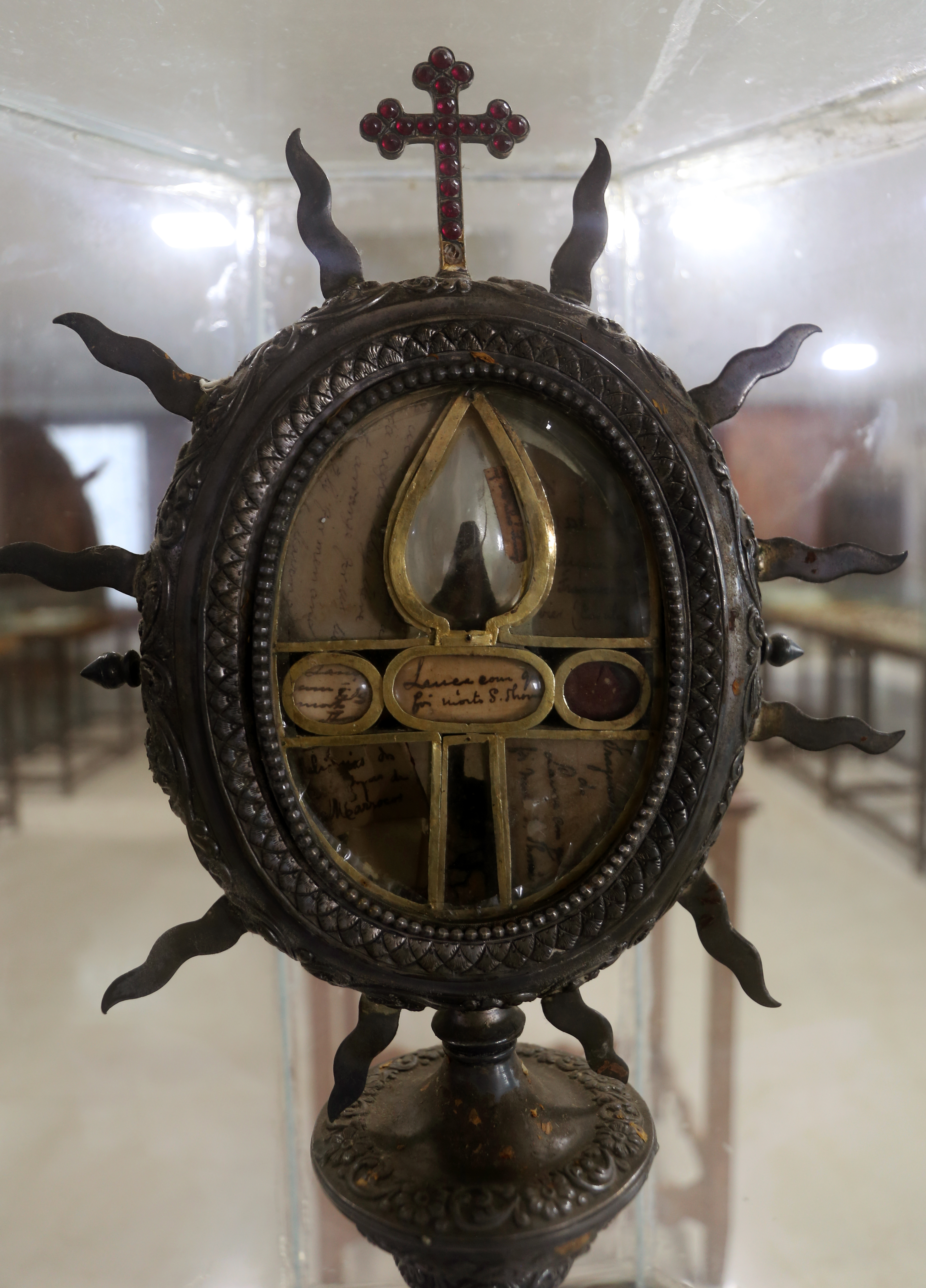
Relikviář sv. Tomáše se šipkou z kopí

Podle křesťanské tradice se apoštol Tomáš po Ježíšově smrti přestěhoval do Indie, aby zde hlásal evangelium. Jako první křesťanský misionář putoval po Malabarském pobřeží, až kolem roku 59 došel do Mylapore, které bylo důležitým přístavním městem, dávno před založením města Čennaí. Svatý Tomáš byl umučen pravděpodobně v roce 72 na nedaleké Hoře svatého Tomáše a pohřben na místě dnešní baziliky v Mylapore. 
Hrob svatého Tomáše byl podle písemných pramenů čtyřikrát v historii otevřen. Franský historik Řehoř z Tours v 6. století ve své knize De Miraculis Sancti Thomae napsal, že při prvém otevření došlo k zázračném vyléčení syna indického krále, Rádži Mahadevana. Při druhém otevření v letech 1222–1225 byla většina světcových relikvií převezena z Madrásu do Edessy a odtud do Ortony v Itálii, kde je uchovávána do současnosti. Potřetí hrobku otevřeli v roce 1523 Portugalci, když přestavovali zničený kostel. V roce 1729 Dom José Pinharno, biskup z Mylapore, otevřel hrobku a rozdělil poutníkům její hlínu. Při té příležitosti prý z hrobky vycházelo jasné světlo.
Původní místo Tomášova hrobu zde bylo nadále uctíváno. V Mylapore se usadila kolonie křesťanů  nestoriánů, kteří zde postavili kostel. Na počátku 16. století kolonie pravděpodobně zanikla a kostel zůstal v troskách.
Portugalci v téže době založili v Malabare novou kolonii, kterou po svatém Tomášovi pojmenovali São Tomé de Meliapore. V letech 1522–23 postavili na místě hrobu apoštola Tomáše kostelík, v jeho kapli při své misii roku 1545 pobýval František Xaverský. V roce 1749 se Mylapore dostal do majetku Britské Východoindické společnosti. Během britské koloniální vlády byl roku 1892 kostel z portugalské éry zbořen a nahrazen současnou budovou z roku 1893. V roce 1956 papež Pius XII. kostel povýšil na baziliku minor.

## Architektura

### Exteriér
Bazilika svatého Tomáše stojí ve čtvrti Santhome v obvodu Mylapore na jihu města Čennaí, a to v blízkosti městské pláže Marina Beach. Je postavena z kamene a cihel ve stylu britské novogotiky. Má půdorys latinského kříže, boční lodi jsou výrazně nižší než hlavní loď a ustupují oproti průčelí asi o 5 metrů. Hlavní loď je 64 metrů dlouhá a 10 metrů široká, východní část s pětibokým presbytářem je odsazená a vyšší. Na jihozápadním nároží předstupuje 47 metrů vysoká chrámová věž s jehlancovou střechou. Opěrný systém se štíhlými vimperky a fiálami má pouze dekorativní funkci. Omítky jsou zářivě bílé.

### Interiér
V závěru hlavní lodi je největší okenní vitráž se scénou Krista mezi apoštoly a nevěřícím Tomášem, ostatní vitráže mají dekoraci s křesťanskými emblémy a nestoriánskými kříži. 
- Kaple: kenotaf s polychromovanou postavou ležícího apoštola před oltářem v příčné lodi vyznačuje místo, kde byl svatý Tomáš pohřben.
- Muzeum: V klenotnici je uchováván renesanční relikviář s částečkami kostí svatého Tomáše a hrotem vražedného kopí.[2]

## Galerie

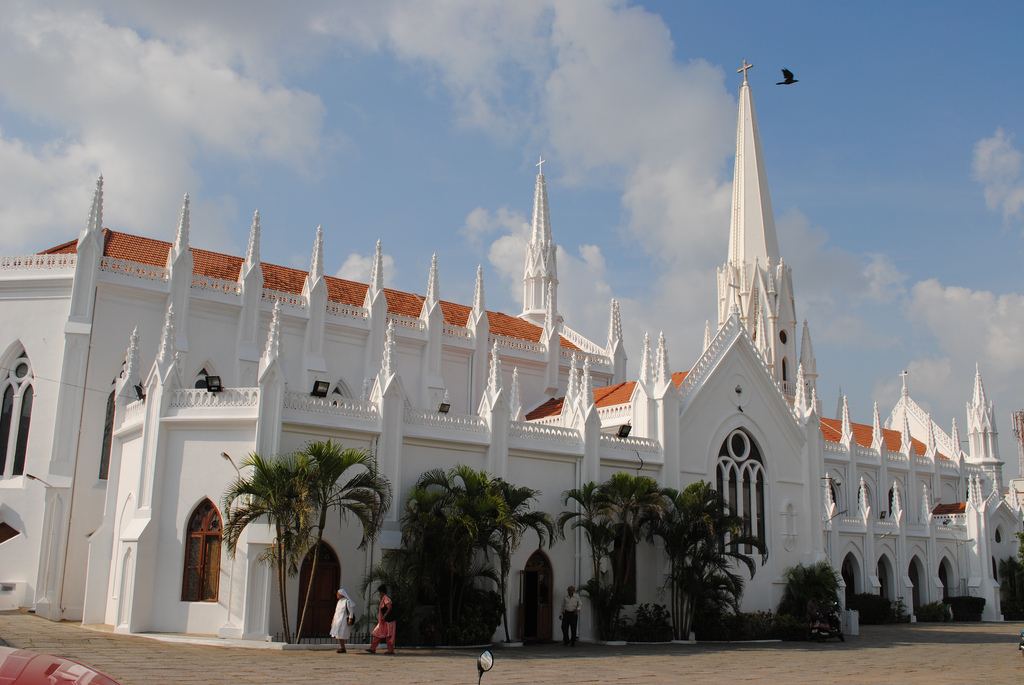
Pohled ze severu
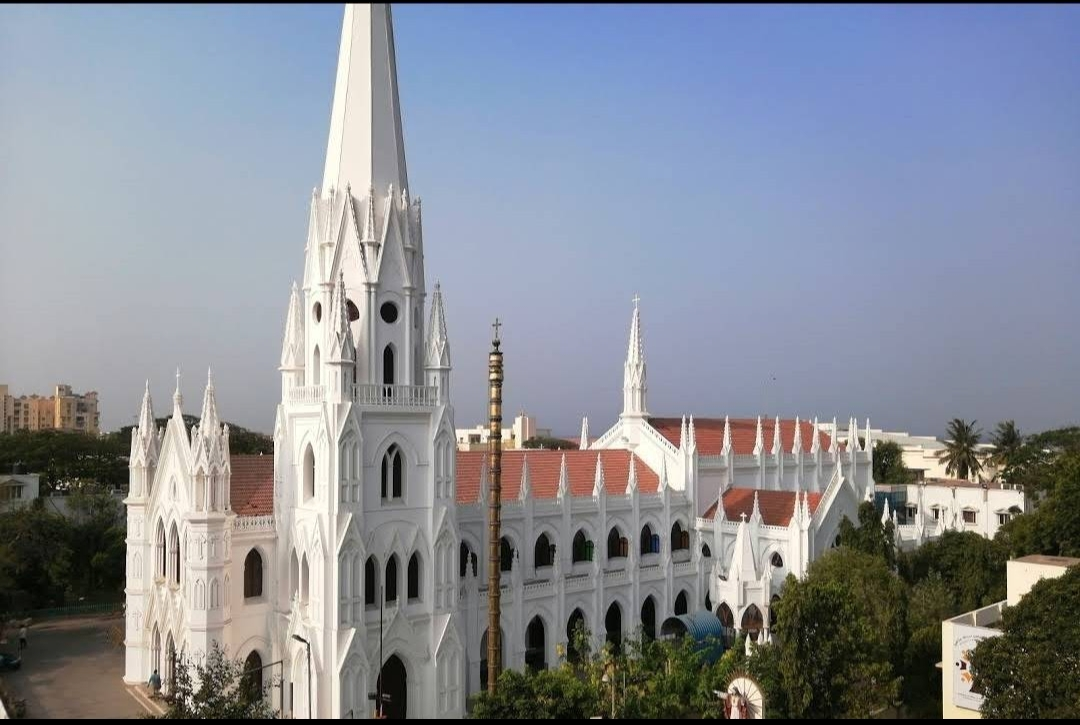
Pohled z jihozápadu
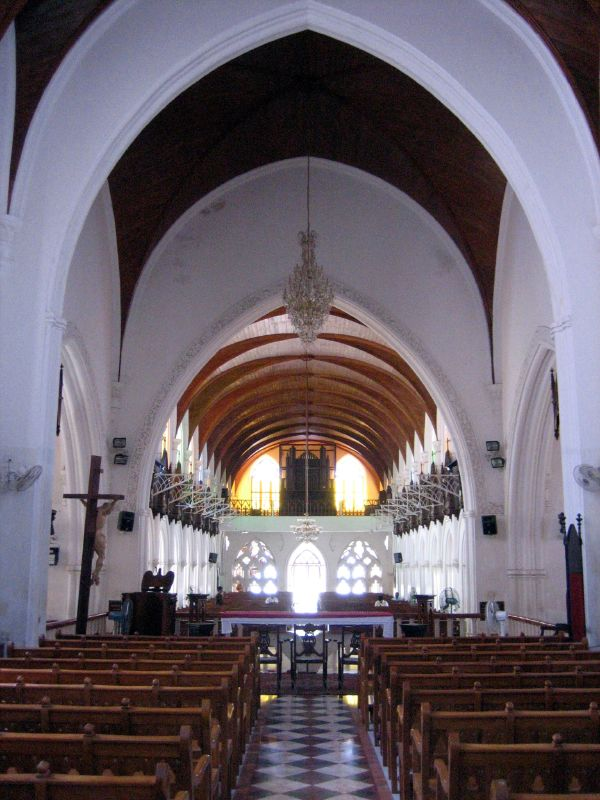
Interiér před rekonstrukcí
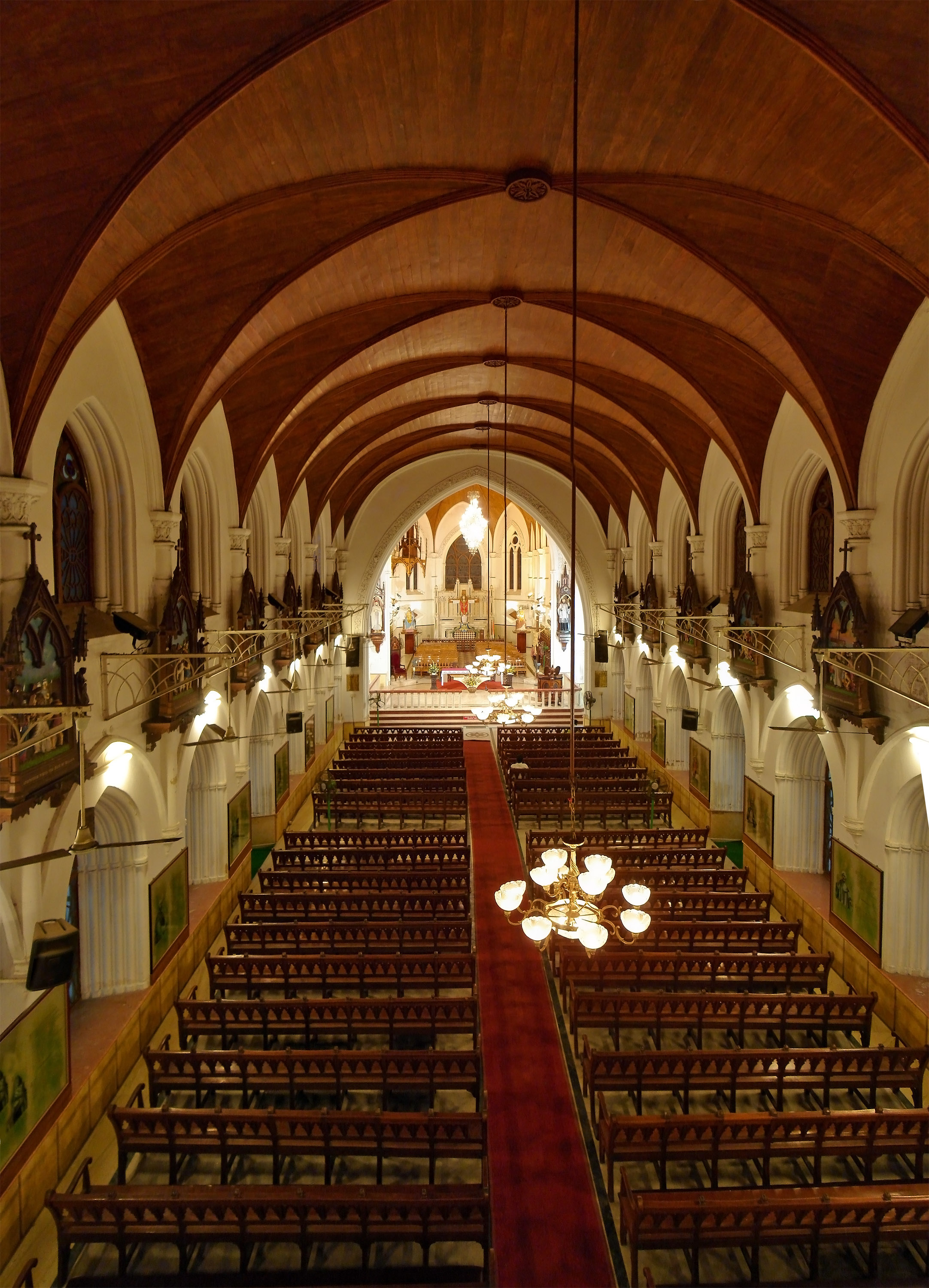
Hlavní loď
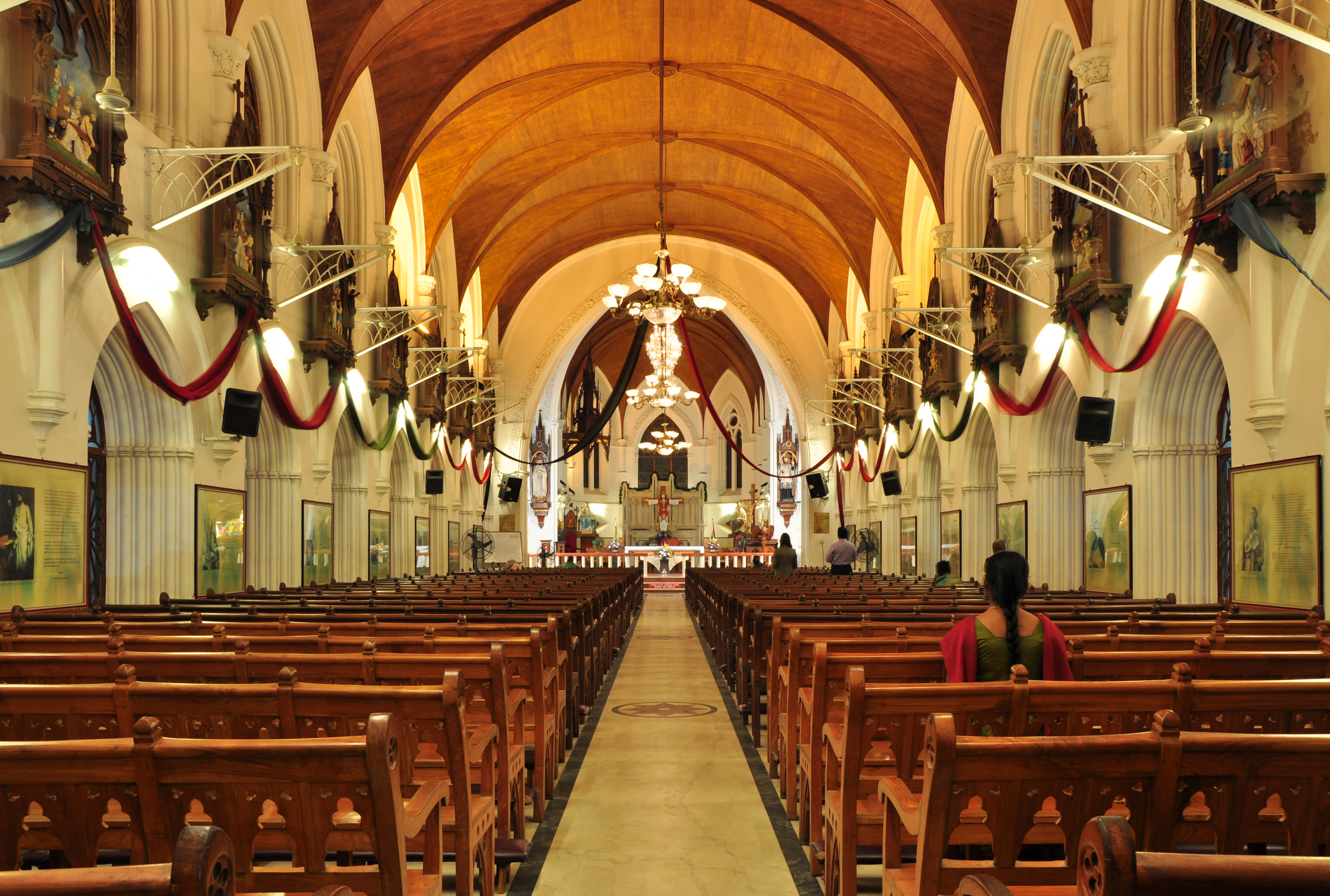
Interiér
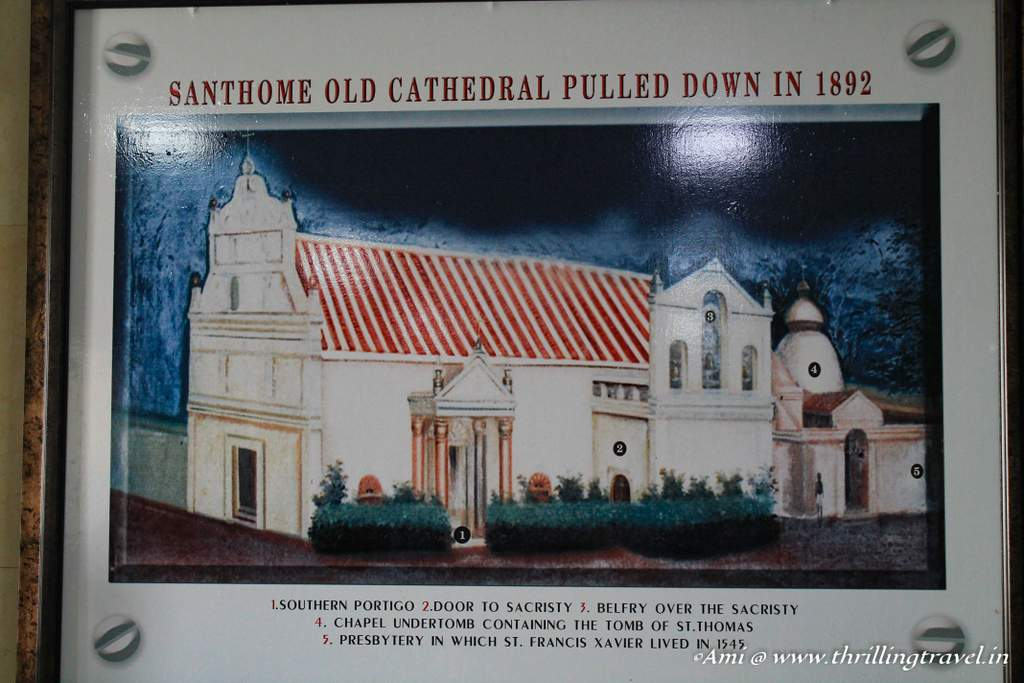
Portugalský kostel přes zbořením